# Семінол (Техас)
Семінол (англ. Seminole) — місто (англ. city) в США, в окрузі Ґейнс штату Техас. Населення — 6988 осіб (2020).

## Географія
Семінол розташований за координатами 32°43′16″ пн. ш. 102°38′59″ зх. д. / 32.72111° пн. ш. 102.64972° зх. д. (32.721094, -102.649755).  За даними Бюро перепису населення США в 2010 році місто мало площу 8,71 км², уся площа — суходіл. В 2017 році площа становила 9,49 км², уся площа — суходіл.

### Клімат
| Клімат : Семінол                         | Клімат : Семінол | Клімат : Семінол | Клімат : Семінол | Клімат : Семінол | Клімат : Семінол | Клімат : Семінол | Клімат : Семінол | Клімат : Семінол | Клімат : Семінол | Клімат : Семінол | Клімат : Семінол | Клімат : Семінол | Клімат : Семінол |
| Показник                                 | Січ.             | Лют.             | Бер.             | Квіт.            | Трав.            | Черв.            | Лип.             | Серп.            | Вер.             | Жовт.            | Лист.            | Груд.            | Рік              |
| Абсолютний максимум, °C                  | 28,3             | 31,1             | 35,0             | 37,2             | 42,8             | 45,6             | 45,0             | 42,8             | 41,1             | 38,9             | 31,7             | 28,3             | 45,6             |
| Середній максимум, °C                    | 13,7             | 16,3             | 20,6             | 25,7             | 29,8             | 33,9             | 34,5             | 33,8             | 30,3             | 25,3             | 18,8             | 14,3             | 24,7             |
| Середній мінімум, °C                     | −3,1             | −1,2             | 2,2              | 7,1              | 12,2             | 17,1             | 18,7             | 18,1             | 14,4             | 8,4              | 1,7              | −2,2             | 7,8              |
| Абсолютний мінімум, °C                   | −22,8            | −30,6            | −13,3            | −6,7             | −2,2             | 6,7              | 10,0             | 10,6             | 1,1              | −6,7             | −15              | −18,3            | −30,6            |
| Норма опадів, мм                         | 15               | 18               | 19               | 25               | 56               | 51               | 56               | 50               | 60               | 40               | 18               | 16               | 425              |
| ---------------------------------------- | ---------------- | ---------------- | ---------------- | ---------------- | ---------------- | ---------------- | ---------------- | ---------------- | ---------------- | ---------------- | ---------------- | ---------------- | ---------------- |
| Джерело: Western Regional Climate Center |                  |                  |                  |                  |                  |                  |                  |                  |                  |                  |                  |                  |                  |

## Демографія
Згідно з переписом 2010 року, у місті мешкало 6430 осіб у 2275 домогосподарствах у складі 1725 родин. Густота населення становила 738 осіб/км².  Було 2506 помешкань (288/км²).
Расовий склад населення:
| - 81,9 % — білих - 1,8 % — чорних або афроамериканців - 0,5 % — корінних американців - 0,5 % — азіатів - 13,0 % — осіб інших рас |

До двох чи більше рас належало 2,3 %. Частка іспаномовних становила 40,7 % від усіх жителів.
За віковим діапазоном населення розподілялося таким чином: 30,8 % — особи молодші 18 років, 57,5 % — особи у віці 18—64 років, 11,7 % — особи у віці 65 років та старші. Медіана віку мешканця становила 31,4 року. На 100 осіб жіночої статі у місті припадало 95,5 чоловіків;  на 100 жінок у віці від 18 років та старших — 95,0 чоловіків також старших 18 років.
Середній дохід на одне домашнє господарство  становив 67 768 доларів США (медіана — 54 063), а середній дохід на одну сім'ю — 73 653 долари (медіана — 63 799). Медіана доходів становила 51 647 доларів для чоловіків та 27 358 доларів для жінок. За межею бідності перебувало 10,1 % осіб, у тому числі 3,4 % дітей у віці до 18 років та 15,4 % осіб у віці 65 років та старших.
Цивільне працевлаштоване населення становило 3290 осіб. Основні галузі зайнятості: освіта, охорона здоров'я та соціальна допомога — 23,6 %, сільське господарство, лісництво, риболовля — 16,3 %, будівництво — 11,4 %, мистецтво, розваги та відпочинок — 9,3 %.